# Cratoptera cavallata
Cratoptera cavallata är en fjärilsart som beskrevs av Charles Oberthür 1912. Cratoptera cavallata ingår i släktet Cratoptera och familjen mätare. Inga underarter finns listade i Catalogue of Life.